# Referendum w Irlandii w 2009 roku
Referendum w Irlandii w 2009 roku odbyło się 2 października. Było to drugie głosowanie dotyczące możliwości ratyfikowania traktatu lizbońskiego przez Irlandię. Irlandczycy większością 67,1% głosów przy frekwencji 59% opowiedzieli się za przyjęciem nowego aktu prawnego.

## Gwarancje dla Irlandii
Po odrzuceniu traktatu lizbońskiego przez Irlandię w pierwszym referendum w czerwcu 2008, Unia Europejska, by rozwiać obawy mieszkańców „zielonej wyspy”, postanowiła przyjąć specjalne gwarancje dla Irlandii. Na posiedzeniu Rady Europejskiej w Brukseli 18-19 czerwca 2009 ogłoszono dokumenty mające ułatwić przyjęcie traktatu lizbońskiego przez Irlandczyków:
- Decyzja szefów państw i rządów UE zebranych na posiedzeniu Rady Europejskiej w sprawie obaw narodu irlandzkiego co do traktatu z Lizbony - gwarancje nienaruszalności irlandzkiego prawa w odniesieniu do prawa do życia, rodziny i edukacji, podatków oraz bezpieczeństwa i obrony.
- Uroczyste oświadczenie dotyczące praw pracowniczych, polityki społecznej i innych kwestii.
- Oświadczenie Irlandii dotyczące tradycyjnej neutralności wojskowej tego kraju.

Ponadto, Rada Europejska zgodziła się, by po wejściu w życie traktatu lizbońskiego w skład Komisji Europejskiej wchodził jeden obywatel z każdego państwa członkowskiego UE. Na żądanie premiera Irlandii Briana Cowena gwarancje te mają być w przyszłości dołączone do kolejnego traktatu akcesyjnego jako protokoły. Natomiast uroczyste oświadczenie nie ma mocy wiążącej.
Premier Irlandii uznał gwarancje za przełom, otwierający drogę do przyjęcia traktatu lizbońskiego w ponownym referendum. Przeciwnicy traktatu, m.in. Patricia McKenna z organizacji People’s Movement oraz Padraig Mannion z Peace and Neutrality Alliance, uznali natomiast gwarancje za „zasłonę dymną”. Swoje rozczarowanie oświadczeniem o prawach pracowniczych wyraziła Europejska Konfederacja Związków Zawodowych (ETUC). Według jej przedstawicieli oświadczenie powinno być prawnie wiążące i zawierać obietnicę rewizji dyrektywy o delegowaniu pracowników.

## Kampania
| Organizacja           | Lider            | Stanowisko |
| --------------------- | ---------------- | ---------- |
| Fianna Fáil           | Brian Cowen      | Tak        |
| Fine Gael             | Enda Kenny       | Tak        |
| Partia Pracy          | Eamon Gilmore    | Tak        |
| Zieloni               | John Gormley     | Tak        |
| Sinn Féin             | Gerry Adams      | Nie        |
| Libertas              | Declan Ganley    | Nie        |
| Partia Socjalistyczna | Joe Higgins      | Nie        |
| People’s Movement     | Patricia McKenna | Nie        |
| National Platform     | Anthony Coughlan | Nie        |
| Partia Robotnicza     | Mick Finnegan    | Nie        |

### Kampania zwolenników przyjęcia traktatu
Miesiąc przed referendum premier Brian Cowen zainaugurował kampanię na rzecz poparcia traktatu lizbońskiego. Rząd opublikował też darmowy 30-minutowy przewodnik po Traktacie Lizbońskim i rozprowadzał go wraz z innymi materiałami propagandowymi. Traktat poparł katolicki biskup Noël Treanor, mimo że prymas Irlandii Seán Brady stwierdził, iż za fiaskiem poprzedniego referendum stoi wrogość Unii Europejskiej wobec religii. Do Irlandii przyjechał także Lech Wałęsa (kilka miesięcy wcześniej wspierający eurosceptyczną partię Libertas), który przekonywał, iż trzeba przyjąć traktat, a potem go zmieniać.

### Kampania przeciwników przyjęcia traktatu
Z akcją protestacyjną wystąpiła Kampania przeciw Przyjęciu Konstytucji UE, która twierdziła, iż - nawet z gwarancjami - traktat lizboński jest de facto tym samym dokumentem, który Irlandczycy (a także Francuzi i Holendrzy w 2005) już raz odrzucili. Przeciwna ratyfikacji traktatu była też nacjonalistyczno-lewicowa partia Sinn Féin. Na początku września 2009 do polityki powrócił także Declan Ganley, twórca Libertas, który ponownie wezwał do odrzucenia dokumentu z Lizbony.

## Sondaże
Sondaż Red C z 26-28 stycznia 2009:
- za ratyfikacją - 58%;
- przeciwko - 28%;
- brak zdania - 14%.

Sondaż TNS mrbi z 9-10 lutego 2009:
- za ratyfikacją - 51%;
- przeciwko - 33%;
- brak zdania - 16%.

Sondaż TNS mrbi z maja 2009:
- za ratyfikacją - 66%.

Sondaż TNS mrbi z września 2009:
- za ratyfikacją - 46%;
- przeciwko - 29%;
- brak zdania - 25%.

## Wyniki
TAK (67,1%)
     NIE (32,9%)

Wyniki w poszczególnych okręgach wyborczych
TAK (67,1%)
NIE (32,9%)

Z nieoficjalnych badań exit polls w piątkowy wieczór wynikało, że za traktatem głosowało 53% osób, jego zwolennicy nie byli jednak pewni zwycięstwa. Oficjalne wyniki ogłoszono 3 października. Traktat poparło 1214268 głosujących (67,1%), zaś za jego odrzuceniem opowiedziało się 594606 osób (32,9%). Frekwencja wyniosła 59%.
| Okręg wyborczy          | Elektorat | Nieważne głosy | Frekwencja (%)   | Głosy za (%)      | Głosy przeciw (%) | ± Wzrost poparcia od 2008 (%) |
| ----------------------- | --------- | -------------- | ---------------- | ----------------- | ----------------- | ----------------------------- |
| Carlow-Kilkenny         | 104,387   | 294            | 60,254 (58.0)    | 42,499 (70.5)     | 17,755 (29.5)     | +20.5                         |
| Cavan-Monaghan          | 95,270    | 221            | 56,041 (59.1)    | 34,740 (62.0)     | 21,301 (38.0)     | +16.8                         |
| Clare                   | 82,292    | 222            | 46,605 (56.9)    | 33,707 (72.3)     | 12,898 (27.7)     | +20.5                         |
| Cork East               | 84,411    | 178            | 48,343 (57.5)    | 31,956 (66.1)     | 16,387 (33.9)     | +23.1                         |
| Cork North Central      | 65,348    | 161            | 38,778 (59.6)    | 21,642 (55.8)     | 17,136 (44.2)     | +20.2                         |
| Cork North West         | 64,759    | 153            | 39,191 (60.8)    | 27,249 (69.5)     | 11,942 (30.5)     | +23.4                         |
| Cork South Central      | 89,655    | 183            | 53,914 (60.3)    | 36,040 (66.8)     | 17,874 (33.2)     | +20.2                         |
| Cork South West         | 58,657    | 151            | 35,379 (60.6)    | 23,764 (67.2)     | 11,615 (32.8)     | +22.8                         |
| Donegal North East      | 56,935    | 129            | 29,161 (51.4)    | 14,156 (48.5)     | 15,005 (51.5)     | +13.2                         |
| Donegal South West      | 60,340    | 127            | 31,417 (52.3)    | 15,623 (49.7)     | 15,794 (50.3)     | +13.1                         |
| Dublin Central          | 56,451    | 147            | 29,941 (53.3)    | 18,545 (61.9)     | 11,396 (38.1)     | +18.1                         |
| Dublin Mid West         | 62,651    | 104            | 34,859 (55.8)    | 21,435 (61.5)     | 13,424 (38.5)     | +21.9                         |
| Dublin North            | 83,251    | 193            | 50,866 (61.3)    | 36,971 (72.7)     | 13,895 (27.3)     | +22.1                         |
| Dublin North Central    | 50,946    | 105            | 33,316 (65.6)    | 23,692 (71.1)     | 9,624 (28.9)      | +20.5                         |
| Dublin North East       | 52,499    | 135            | 33,162 (63.4)    | 21,045 (63.5)     | 12,117 (36.5)     | +20.3                         |
| Dublin North West       | 49,813    | 114            | 28,584 (57.6)    | 15,734 (55.0)     | 12,850 (45.0)     | +18.6                         |
| Dublin South            | 98,225    | 191            | 58,221 (59.5)    | 47,549 (81.7)     | 10,672 (18.3)     | +18.8                         |
| Dublin South Central    | 80,756    | 214            | 44,596 (55.5)    | 25,854 (58.0)     | 18,742 (42.0)     | +19.0                         |
| Dublin South East       | 54,794    | 127            | 29,843 (54.7)    | 23,478 (78.7)     | 6,365 (21.3)      | +17.0                         |
| Dublin South West       | 68,497    | 140            | 39,370 (57.7)    | 23,192 (58.9)     | 16,178 (41.1)     | +24.0                         |
| Dublin West             | 52,649    | 63             | 31,281 (59.5)    | 21,429 (68.5)     | 9,852 (31.5)      | +20.6                         |
| Dún Laoghaire           | 76,503    | 160            | 56,568 (74.2)    | 45,917 (81.2)     | 10,651 (18.8)     | +17.7                         |
| Galway East             | 80,320    | 196            | 44,855 (56.1)    | 30,549 (68.1)     | 14,306 (31.9)     | +21.2                         |
| Galway West             | 86,538    | 178            | 46,732 (54.2)    | 31,000 (66.3)     | 15,732 (33.7)     | +20.2                         |
| Kerry North             | 55,511    | 146            | 30,736 (55.6)    | 19,543 (63.6)     | 11,193 (36.4)     | +23.2                         |
| Kerry South             | 52,023    | 135            | 30,262 (58.4)    | 20,092 (66.4)     | 10,170 (33.6)     | +23.8                         |
| Kildare North           | 73,606    | 160            | 42,014 (57.3)    | 32,012 (76.2)     | 10,002 (23.8)     | +21.6                         |
| Kildare South           | 56,177    | 98             | 30,959 (55.3)    | 21,568 (69.7)     | 9,373 (30.3)      | +21.6                         |
| Laois-Offaly            | 107,303   | 258            | 63,721 (59.6)    | 46,624 (73.2)     | 17,097 (26.8)     | +17.2                         |
| Limerick East           | 73,734    | 181            | 44,817 (61.0)    | 30,210 (67.4)     | 14,607 (32.6)     | +21.4                         |
| Limerick West           | 58,206    | 122            | 33,709 (58.1)    | 23,366 (69.3)     | 10,343 (30.7)     | +24.7                         |
| Longford-Westmeath      | 88,390    | 206            | 47,026 (53.4)    | 30,870 (65.6)     | 16,156 (34.4)     | +19.3                         |
| Louth                   | 84,360    | 247            | 49,357 (58.8)    | 30,116 (61.0)     | 19,241 (39.0)     | +19.1                         |
| Mayo                    | 95,466    | 204            | 55,188 (58.0)    | 34,056 (61.7)     | 21,132 (38.3)     | +23.4                         |
| Meath East              | 68,869    | 152            | 38,475 (56.1)    | 27,822 (72.3)     | 10,653 (27.7)     | +21.4                         |
| Meath West              | 58,585    | 132            | 35,607 (61.0)    | 23,103 (64.9)     | 12,504 (35.1)     | +20.4                         |
| Roscommon-South Leitrim | 59,871    | 156            | 38,774 (65.0)    | 25,580 (66.0)     | 13,194 (34.0)     | +20.4                         |
| Sligo-North Leitrim     | 56,286    | 134            | 33,039 (58.9)    | 21,295 (64.5)     | 11,744 (35.5)     | +21.2                         |
| Tipperary North         | 48,446    | 144            | 36,614 (75.9)    | 25,768 (70.4)     | 10,846 (29.6)     | +20.6                         |
| Tipperary South         | 61,439    | 184            | 33,195 (54.3)    | 22,712 (68.4)     | 10,483 (31.6)     | +21.6                         |
| Waterford               | 73,589    | 223            | 44,860 (61.3)    | 30,744 (68.5)     | 14,116 (31.5)     | +22.8                         |
| Wexford                 | 103,412   | 226            | 60,530 (58.8)    | 39,463 (65.2)     | 21,067 (34.8)     | +21.2                         |
| Wicklow                 | 86,812    | 230            | 58,714 (67.9)    | 41,540 (70.7)     | 17,174 (29.3)     | +20.9                         |
| Razem                   | 3,078,132 | 7,224          | 1,816,098 (59.0) | 1,214,268 (67.13) | 594,606 (32.87)   | +20.71                        |